# سميحة أيوب
سميحة أيوب (1350- 1446 هـ / 1932- 2025 م)، ممثلة مصرية، لُقِّبَت بسيِّدة المسرح العربي، وهي صاحبة أطول مسيرة فنية في تاريخ السينما العربية. كانت بدايتها الاحترافية في فلم المتشرِّدة سنة 1947، استمرَّ عملها السينمائي والتلفزي 77 عامًا. حظيت بتكريم رئيس الجمهورية عبد الفتاح السيسي.

## سيرتها
وُلدت سَمِيحة أيوب عثمان في حيِّ شبرا في القاهرة، يوم الثلاثاء أول ذي القَعْدة 1350هـ الموافق 8 مارس 1932م.
بدأت مشوراها الفنية في عام 1947 في فيلم المتشردة وكان عمرها 15 عام. ثم فيلم حب في سنة 1948.
وفي سنة 1949 دخلت سميحة أيوب المعهد العالي للتمثيل الذي أسسه زكي طليمات وتتلمذت على يده، وبالتوازي مع دراستها كانت تعمل في المسرح والسينما فقدمت خلال فترة الخمسينات العديد من الأعمال وهي:  فيلم شاطئ الغرام في مطلع سنة  1950، ثم في سنة 1951 شاركت في فيلم ورد الغرام . وقد ذاعت نجوميتها في أوائل الخمسينيات، وتخرجت من المعهد العالي للتمثيل في سنة 1953.
انضمت إلى المسرح القومي المصري، وصارت مديرة له مرتين في الفترة بين 1975 -1989، كما تولت إدارة المسرح الحديث بين عامي 1972 و 1975. وبلغ رصيدها المسرحي على مدار مشوارها الفني ما يقرب من 170 مسرحية.

## أعمالها

### الأفلام
- 1938: حياة وآلام السيد المسيح
- 1948: حب
- 1950: شاطئ الغرام
- 1951: ورد الغرام
- 1952: ناهد
- 1952: أنا وحدي
- 1952: السر في بير
- 1952: الدم يحن
- 1953: قلبي على ولدي
- 1953: بعد الوداع
- 1953: ابن الحارة
- 1954: موعد مع السعادة
- 1954: كدت أهدم بيتي
- 1954: الوحش
- 1955: قلبي يهواك
- 1955: الله معنا
- 1955: الغائبة
- 1955: أغلى من عينيه
- 1956: هارب من الحب
- 1956: القلب له أحكام
- 1958: مجرم في إجازة
- 1958: بنت البادية
- 1959: عودة الحياة
- 1959: بين الأطلال
- 1959: بياعة الورد
- 1959: المبروك
- 1960: جسر الخالدين
- 1960: العملاق
- 1961: لا تطفئ الشمس
- 1962: يوم الحساب
- 1962: امرأة في دوامة
- 1963: سجين الليل
- 1963: المتمردة
- 1964: هل أنا مجنونة
- 1964: أدهم الشرقاوي
- 1966: رجل وامرأتان
- 1967: جفت الأمطار
- 1968: أرض النفاق
- 1968: 3 قصص
- 1969: سوق الحريم
- 1971: فجر الإسلام
- 1978: رجل اسمه عباس
- 2012: تيتة رهيبة
- 2015: الليلة الكبيرة

### المسلسلات
- 1961: عذراء مكة
- 1962: السبنسة
- 1964: قلوب من نور
- 1964: قصة مدينة
- 1964: خيال المآتة
- 1964: الضحية
- 1965: كليوباترا في خان الخليلي
- 1965: الساقية
- 1967: وجهان للحقيقة
- 1967: ظلال
- 1967: الرحيل
- 1968: لعبة الرجال
- 1968: لا تنظر إلى الوراء
- 1969: وجه الحب الآخر
- 1969: الهروب
- 1970: سيداتي آنساتي
- 1971: النصيب
- 1974: الجدار
- 1977: أنهار الملح
- 1978: نقطة الضعف
- 1978: لحظة اختيار
- 1978: زغاريد في غرفة الأحزان
- 1978: دمعة ألم
- 1978: أيها الحب لا تهجرني
- 1978: المشربية
- 1978: الغضب
- 1979: طيور بلا أجنحة
- 1980: ليلى العفيفة
- 1980: المتهمة
- 1981: ولسه بحلم بيوم
- 1981: الشك
- 1983: عصر الحب
- 1983: الجزار الشاعر
- 1983: أشياء لا تباع
- 1984: المرايا
- 1985: محمد رسول الله (ج5)
- 1985: المحروسة 85
- 1986: الوريث
- 1987: مصرع المتنبي
- 1987: الكتابة على لحم يحترق
- 1988: المرأة الأخري
- 1989: الزائرة
- 1990: قابيل وقابيل
- 1990: حفنة من رجال
- 1990: السبنسة
- 1991: مملوك في الحارة
- 1991: بين ثلاثة
- 1991: الخطر
- 1991: البريمو
- 1992: مغامرات زكية هانم
- 1992: ساعة ولد الهدى
- 1992: حصاد الحب
- 1993: حكاية شفيقة ومتولي
- 1993: أمهات في بيت الحب
- 1995: وتمضي الأحزان
- 1995: موعد مع الغائب
- 1995: مشوار
- 1995: عودة السيد
- 1995: اللعب في الوقت الضائع
- 1996: عدل الأيام
- 1996: رابعة تعود
- 1997: عباسية واحد
- 1997: سعد اليتيم
- 1997: ذو النون المصري
- 1997: السيرة الهلالية (ج1)
- 1997: أحلام الفجر الكاذب
- 1998: غابت الشمس ولم يظهر القمر
- 1998: الضوء الشارد
- 1999: ميراث الريح
- 1999: مذكرات ضرة
- 1999: في بيتنا كنز
- 1999: حرث الدنيا
- 1999: اللعبة
- 1999: الخديعة
- 2000: يا فرحه ما تمت
- 2000: عفوا هذا حقي
- 2000: سلمى يا سلامة
- 2000: زمن العطش
- 2000: أوان الورد
- 2001: ضبط وإحضار
- 2002: نور القمر
- 2002: فارس العرب
- 2002: سيف اليقين
- 2002: رجل على الحافة
- 2002: بلاغ
- 2002: أميرة في عابدين
- 2005: زهرة في الأرض البور
- 2006: أولاد الشوارع
- 2006: الدنيا ريشة في هوا
- 2007: عسكر وحرامية
- 2007: المصراوية (ج1)
- 2008: نفق الشيطان
- 2008: قصص بوليسية
- 2008: فضة قلبها أبيض
- 2009: المصراوية (ج2)
- 2009: الخيول تنام واقفة
- 2010: سقوط الخلافة
- 2010: اغتيال شمس
- 2012: الخفافيش
- 2013: مزاج الخير
- 2014: المرافعة
- 2015: مولد وصاحبه غايب
- 2015: أوراق التوت
- 2020: سكر زيادة
- 2021: الطاووس
- 2021: أجازة مفتوحة
- 2022:انحراف
- 2023:حضرة العمدة (مسلسل)حضرة العمدة

### المسرحيات
- 1954: الأيدي الناعمة
- 1959: كسبنا البريمو
- 1960: تلميذ الشيطان
- 1963: العباسة
- 1964: كوبري الناموس
- 1964: سكة السلامة
- 1966: بير السلم
- 1968: مصرع كليوباترا
- 1972: مقالب عطيات
- 1972: حبيبتي شامينا
- 1974: العمر لحظة
- 1976: أنطونيو وكليوبترا
- 1978: ست الملك
- 1980: كوبري الناموس
- 1993: الخديوي
- 2001: الناس اللي في التالت
- 2003: في عز الظهر
- 2005: قريب وغريب
- 2005: الشبكة
- 2009: يا إحنا يا هي

يا سلام سلم دي الحيطة بتتكلم

### المسلسلات الإذاعية
- 1955: سمارة
- 1956: عودة سمارة
- 1961: شخصيات تبحث عن مؤلف
- 1967: التضحية
- 1972: صابرين
- 1975: أم كلثوم
- 1978: عندما تغيب الشمس
- 2004: فارسة الأدب العربي . سهير القلماوي
- 2007- 2020 دراما أوراق البردي . كتابة وإخراج رضا سليمان

### الرسوم المتحركة
- 2014: المسلمون والإسلام

## وفاتها
توفيت سميحة أيوب في شقتها بحيِّ الزمالك في القاهرة، صباح يوم الثلاثاء 7 ذي الحِجَّة 1446هـ الموافق 3 يونيو (حَزِيران) 2025م، عن عمر ناهز الثالثة والتسعين.

## روابط خارجية
- سميحة أيوب على موقع IMDb (الإنجليزية)
- سميحة أيوب على موقع الدهليز
- سميحة أيوب على موقع قاعدة بيانات الأفلام العربية
- سميحة أيوب على موقع ديسكوغز (الإنجليزية)